# Verwaltungsgemeinschaft Leuna
In der Verwaltungsgemeinschaft Leuna waren im sachsen-anhaltischen Landkreis Merseburg-Querfurt die Gemeinde Spergau und die Stadt Leuna zusammengeschlossen. Verwaltungssitz war Leuna. Am 26. September 1995 wurde sie durch einen Beschluss des Oberverwaltungsgerichts aufgelöst: Die Gemeinde Spergau und die Stadt Leuna wurden verwaltungsgemeinschaftsfreie Einheitsgemeinden. Am 1. August 1997 wurde die Gemeinde Spergau in die Verwaltungsgemeinschaft Bad Dürrenberg eingegliedert.